# Saint-Quentin-de-Baron
 Saint-Quentin-de-Baron  es una población y comuna francesa, situada en la región de Aquitania, departamento de Gironda, en el distrito de Libourne y cantón de Branne. Destaca entre sus monumentos la iglesia de San Quintín.

## Demografía
| 732 | 730 | 723 | 853 | 947 | 958 |
| Para los censos de 1962 a 1999 la población legal corresponde a la población sin duplicidades (Fuente: INSEE [Consultar]) |     |     |     |     |     |